# 神道不遷流
神道不遷流（しんとうふせんりゅう）とは、西牧一雄が開いた柔術の流派である。

## 歴史
流祖は西牧一雄である。

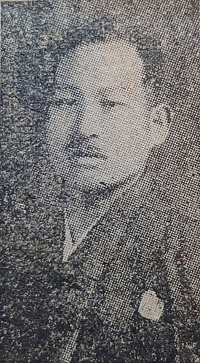
1922年 西牧一雄

神道不遷流は、不遷流と神道六合流を折衷した流派である。
西牧一雄は明治23年10月18日に金光町占見に生まれる。中藤覺助から不遷流柔術を学び免許皆伝を授かった。
また田邊又右衛門の門人の中杉増太から不遷流を、帝国尚武会の野口清から神道六合流柔術を学んだ。
野口清門下の俊足として知られ、大正15年より八か月にわたり内地北海道遍歴の柔道修業を行った。
金光町占見に私立の尚武館を設立し多くの門人を育てた。

## 西牧までの系譜

### 不遷流
- 武田物外
- 武田貞二義孝
- 小幡惣右衛門義明
- 中藤覺助義輝
- 西牧一雄

- 武田物外
- 武田貞二義孝
- 田辺虎次郎義貞
- 田辺又右衛門義和
- 中杉増太義教
- 西牧一雄

### 神道六合流
- 野口潜龍軒源兼信
- 西牧一雄

## 内容
初傳、中傳、奥傳、秘傳からなる。
初傳の表形は大日本武徳会柔道形（投の形）から、裏形は神道六合流制定基本型の手解七本、不遷流の大変之形である。
中傳之形は神道六合流からの抜粋である。